# Lutz Wanja
Lutz Wanja (República Democrática Alemana, 6 de junio de 1953) es un nadador alemán retirado especializado en pruebas de estilo, donde consiguió ser medallista de bronce mundial en 1973 en los 100 metros estilo espalda.

## Carrera deportiva
En el Campeonato Mundial de Natación de 1973 celebrado en Belgrado (Yugoslavia), ganó la medalla de bronce en los 100 metros estilo espalda, con un tiempo de 59.08 segundos, tras el también alemán Roland Matthes  (oro con 57.47 segundos) y el estadounidense Mike Stamm (plata con 58.77 segundos).